# Bon-bon (restaurant)
Bon-bon is een restaurant dat twee Michelinsterren had, in het Belgische Sint-Pieters-Woluwe. De chef-kok is Christophe Hardiquest.

## Geschiedenis
Het restaurant, geopend in 2003, verhuisde in 2011 naar de Tervurenlaan, naar de villa waar vroeger decennialang het restaurant Des Trois Couleurs gevestigd was. Chef Hardiquest opende zijn restaurant in de Karmelietenstraat in Ukkel in 2003, op de plaats waar daarna het restaurant Va Doux Vent zat, en nu het restaurant Brimz'l van zijn eermalige sous-chef; daar behaalde hij zijn eerste successen en zijn eerste Michelinster (meteen in 2004). In de nieuwe locatie kreeg het restaurant in de Michelingids voor 2014 twee Michelinsterren.
Omdat de keuken in Ukkel wel erg klein was, zag hij om naar een andere gelegenheid. Hij onderhandelde een tijdlang met Jean-Pierre Bruneau, de chef uit Ganshoren, over overname van diens restaurant maar die overname ging uiteindelijk niet door. Toen vond hij dit restaurant in Sint-Pieters-Woluwe. Het eerder oubollige interieur werd compleet veranderd en omgezet in een modern interieur met grote en geheel open keuken.
Wegens geplande sluiting op 30 juni 2022 werd het restaurant ook niet meer opgenomen in de Michelingids 2022.

### Waardering
Michelin kende het restaurant een eerste Michelinster toe in de gids voor 2004, vanaf de gids van 2014 kreeg het een tweede ster.
Door de gids van GaultMillau werd Hardiquest uitgeroepen tot Chef van het jaar 2011; in de gids van 2013, verschenen op 12 november 2012, kreeg het een quotering van 19 op 20, een jaar later steeg die waardering tot 19.5 op 20.